# Ainalrami
Ainalrami, también conocida como  Nu 1 Sagittarii ( ν 1 Sagittarii, abreviado Nu 1 Sgr, ν 1 Sgr )  es un sistema estelar triple a unos 1.100 años luz de la Tierra . Sus tres componentes se denominan Ainalrami A, B y C (Nu 1 Sagittarii A, B y C). A y B entre ellas forman un sistema binario espectroscópico. El sistema está a 0,11 grados al norte de la eclíptica.

## Nomenclatura
ν 1 Sagittarii ( latinizado como Nu 1 Sagittarii ) es la designación de Bayer del sistema.
Nu 1 y Nu 2 Sagittarii (llamados juntos Nu Sagittarii ) llevaban el nombre tradicional Ain al Rami, que proviene del árabe عين الرامي ʽain al-rāmī que significa "ojo del arquero". En 2016, la UAI organizó un Grupo de Trabajo sobre Nombres de Estrellas (WGSN) para catalogar y estandarizar los nombres propios de las estrellas. El WGSN decidió atribuir nombres propios a estrellas individuales en lugar de sistemas múltiples completos.  Aprobó el nombre Ainalrami para el componente Nu 1 Sagittarii A el 5 de septiembre de 2017 y ahora está incluido en la Lista de nombres de estrellas aprobados por la UAI. 
Nu 1 y Nu 2 Sagittarii, junto con Tau Sagittarii, Psi Sagittarii, Omega Sagittarii, 60 Sagittarii y Zeta Sagittarii eran Al Udḥiyy, el Nido del Avestruz. 

## Propiedades
Nu 1 Sagittarii A es una gigante brillante de tipo espectral K1 que tiene una magnitud aparente de +4,86. Es una estrella variable con una frecuencia de 0,43398 ciclos por día y una amplitud de magnitud 0,0078.  En 1982 se descubrió que tenía una compañera más caliente, Nu 1 Sagittarii B, una estrella de tipo B9 que gira rápidamente.  La pareja orbita con un período de alrededor de 370 días.  Una compañera de magnitud +11,2, componente C,  está orbitando más lejos a una separación angular de 2,5 segundos de arco del primario.